# Карбид хрома(II)
Карбид хрома(II) — химическое соединение металла хрома и углерода с формулой Cr3C2. Представляет собой упорядоченную фазу с очень узкой областью гомогенности. Содержание углерода в карбиде хрома составляет 13,34% по массе.

## Получение
Карбид хрома можно получить одним из следующих способов:
- Непосредственным насыщением хрома углеродом:

{\displaystyle {\mathsf {3Cr+2C\ {\xrightarrow {\ }}Cr_{3}C_{2}}}}
Порошкообразный углерод может быть заменен на углеродосодержащие газы (например метан), в этом случае реакция имеет следующий вид:
{\displaystyle {\mathsf {Cr+H_{2}+CH_{4}\ {\xrightarrow {600-800^{o}C}}\ Cr_{3}C_{2}+H_{2}+(CH)}}}
где символом (СН) обозначены продукты разложения углеводородов
- Восстановлением оксида хрома(III) углеродом с последующим образованием карбида:

В основе процесса лежит реакция:
{\displaystyle {\mathsf {3Cr_{2}O_{3}+13C\ {\xrightarrow {\ }}2Cr_{3}C_{2}+9CO}}}
Образование карбида Cr3C2 начинается при температуре 1150–1200 °C через образование низших карбидов хрома (Cr23C6, Cr7C3). Повышение температуры до 1500–1600 °C приводит к образованию однофазного карбида Cr3C2 с незначительным содержанием свободного углерода. Обычно процесс получения карбида ведут в среде водорода.

## Физические свойства
Карбид хрома представляет собой порошок серого цвета. Имеет ромбическую решетку, в которой каждый из 8 атомов углерода расположен в центре трёхгранной призмы, в углах которой находятся атомы хрома. Пространственная группа Pnma, периоды решетки а = 0,5532 нм, b = 0,2829 нм, c = 1,1471 нм. Плавление карбида хрома происходит инконгруэнтно по перитектической реакции.
- Удельное электрическое сопротивление 75 мкОм∙см
- Коэффициент линейного теплового расширения 11,7∙10−6 1/K (20–1100 °C)
- Микротвёрдость карбида хрома равна 10,4–20,2 ГПа, что связано с анизотропией кристаллической решетки
- Модуль упругости 372 ГПа[3]

## Химические свойства
Карбид хрома является стойким соединением по отношению к действию всех минеральных кислот. При действии расплавленной селитры и перекиси натрия окисляется. Кипящая концентрированная хлорная кислота разлагает карбид хрома с выделением ацетилена.
Среди карбидов переходных металлов IV, V и VI групп, карбид хрома является самым стойким при высокотемпературном окислении. Так, окисление карбида хрома в виде порошка начинается при температуре около 700 °C, а в виде компактных образцов окисляется при температуре выше 1000–1100 °C.

## Применение
Карбид хрома может входить в состав различных керметов и покрытий, работающих в условиях износа, повышенных температур и в агрессивных средах. Является основным компонентом безвольфрамовых твёрдых сплавов марки КХН (карбид хрома – никель). Близость коэффициента термического расширения Cr3C2 к КТР стали позволяет наносить карбидохромовые покрытия, в которых отсутствуют значительные остаточные напряжения.